# الفساد في ألمانيا النازية
من عام 1933 إلى نهاية الحرب العالمية الثانية، قبل كبار ضباط القوات المسلحة لألمانيا النازية رشاوى كبيرة في صورة إعفاءات نقدية وعقارات وضرائب مقابل ولائهم للنازية. على عكس الرشوة في الرتب الأدنى في الفيرماخت، والتي كانت واسعة الانتشار أيضًا،  هذه المدفوعات منظمة وقانونية من الناحية الفنية وتمت بمعرفة وموافقة كاملة من الشخصيات النازية الرائدة.

## خلفية
من الناحية التاريخية، منح الحكام الألمان وغيرهم من الألقاب والعقارات والمكافآت النقدية للدبلوماسيين والمسؤولين رفيعي المستوى عمومًا. تم ذلك بشكل عام لتشكيل رابطة بين الحاكم والمواضيع المهمة. الممارسة التاريخية، ومع ذلك، تختلف عن تلك التي طبقتها هتلر. أثناء تواجده في مملكة بروسيا، كانت الجوائز تُمنح عادةً للجمهور بعد حملات أو حروب ناجحة، قام هتلر بتوزيع المكافآت على النخب في السر أثناء الحرب.
يجادل دييغو جامبيتا بأن ممارسة هتلر يمكن اعتبارها حوافز انتقائية أكثر من كونها رشوة، لأن الرشوة يجب أن تشمل ثلاثة وكلاء (الوصي، الائتماني والمفسد) بدلاً من اثنين. في هذه الحالة، تم دفع جنرالات هتلر (الائتماني) للقيام بما كان من المفترض أن يفعلوه من أجله (الوصي، وليس المفسد) في أي حال.  ومع ذلك، بقبول الهدايا، ضحى الجنرالات بالاستقلال والنفوذ السياسي الذي خسروه بالفعل نتيجة للتوحيد المنهجي لدور هتلر باعتباره "الخبير الاستراتيجي العبقري" الوحيد، وسيظلون مقيدين بقرارات هتلر حتى عندما عانى جنودهم وعامة الناس خلال المرحلة الأخيرة من الحرب. وهكذا، يعتبر المؤرخون هذه الممارسة، على الرغم من أنها "ليست غير قانونية من الناحية الفنية" (نظرًا لأن هتلر نفسه قد مُنح الهدايا - الذي أبقى على احتكار هبة العطاء في ألمانيا النازية)،  "ضرب الفساد" و"امتلاك هالة" الفساد من أعلى".  
يقارن بعض المؤرخين الممارسة مع تلك المستخدمة من قبل نابليون، والطبقة العسكرية ومسؤوليه.  

## المستلمون البارزون

### هاينز غوديريان
بالإضافة إلى المال، في أوائل عام 1943، أُبلغ الجنرال هاينز غوديريان أنه إذا أراد عقارًا في بولندا، لإخبار هتلر عن أرضه التي يريدها، وسيحصل عليها. وقد أدى ذلك إلى قيامه بعدة زيارات إلى بولندا للعثور على العقار المناسب له. تسبب هذا في بعض المشاكل مع شوتزشتافل، التي كانت تصميمات على بعض العقارات التي يرغب فيها غوديريان قبل التوصل إلى صفقة حول العقار الذي يمكنه أن يأخذه.  كانت رشوته من عقار مساحته 937 هكتار، تمت مصادرته من مالكها البولندي، معفاة من الضرائب طوال فترة حياته.  كتب المؤرخ نورمان جودا أنه بعد استلام غوديريان لممتلكاته البولندية، فإن الشكوك التي كان يعبر عنها منذ أواخر عام 1941 حول القيادة العسكرية لهتلر قد توقفت فجأة، وأصبح واحداً من أكثر مؤيدي هتلر العسكريين المتحمسين، أو كما وصفه جوزيف غوبلز في مذكراته، «أتباع متوهجة وغير مؤهل للفوهرر». 
قبل استلام «هديته» من عقار بولندي، كان غوديريان، المفتش العام للبانرز، يعارض خطط Unternehmen Zitadelle، التي كانت ستؤدي إلى معركة كورسك، واحدة من أسوأ هزائم ألمانيا في الحرب؛ بعد استلام التركة، استدار غوديريان بـ180 درجة حول حكمة العملية.  بدلاً من انتقاد زيتاديل علنًا، اتصل جوديران بجوبلز ليسأله إن كان بإمكانه إخراج هتلر منها، وهو السلوك الذي وصفه جودا بأنه غير شائع للغاية.  كان غوديريان معروفًا بصدمته الفظيعة والصريحة والأناقة الصريحة، وقاحة له لأولئك الذين لم يعجبهم، (في حادثة سيئة السمعة في وقت لاحق من عام 1943، رفض غوديريان مصافحة يد Field Marshal Kluge لأنه كما أخبره وجها لوجه أنه لم يكن يستحق المصافحة)، ولأنه استخدم لغة مبتذلة تنم عن الألفاظ النابية لوصف خطة إذا كان يعتقد أنها سيئة.  
كان غوديريان قد علم مسبقاً بمؤامرة 20 يوليو 1944 ولم يبلغ هتلر عنها، لكنه لم يلتزم بها أيضًا. في 20 يوليو، انسحب غوديريان إلى منزله في ديبنهوف ولم تستطع المقاومة الاتصال به. وفقًا لجودا، عندما أصبح واضحًا أن هتلر كان لا يزال حياً، أمر جوديريان وحدات بانزر في برلين بالولاء للنظام، ثم جلس في محكمة الشرف التي كانت مسؤولة عن طرد الضباط المعنيين. في ذلك بحيث يمكن محاكمتهم قبل محكمة الشعب، وهو واجب أنجزه بحماس.  فقط بعد يناير 1945، عندما كانت ملكية غوديران وراء الخطوط السوفيتية، بدأ يختلف لنا مع هتلر مرة أخرى. كانت هذه الخلافات شديدة لدرجة أن هتلر طرد غوديريان من رئاسة هيئة الأركان العامة في مارس 1945. 
يعلق Goda على أن الكثير من الغضب الذي عبر عنه جودريان في مذكراته عام 1950 <i id="mwuw">Erinesungen eines Soldaten</i> حول ما اعتبره تغييرات غير عادلة على الحدود بعد الحرب لصالح بولندا، يبدو أنه مرتبط بوجهة نظره الخاصة التي لا يراها البولنديون بعيدا عن ملكيته في بولندا التي أعطاها هتلر له. 

### ضباط آخرين
بشكل عام، تلقى الضباط الذين كانوا ينتقدون بطريقة ما جيش هتلر، إن لم يكن بالضرورة القيادة السياسية، مثل ليب ورايدر والمارشال الميداني جيرد فون روندستيدت (وقبلوا) رشاوى أكبر من الضباط الذين كانوا معروفين جيدًا بأنهم أقنعوا الاشتراكيين الوطنيين مثل الجنرال والتر موديل والأدميرال كارل دونيتز والميدان مارشال فرديناند شورنر.  أدى نجاح نظام رشوة هتلر إلى نتائج عكسية، حيث أصبح بعض الضباط، مثل رايدر، الذي أثبت نفسه جشعًا، يعتبره هتلر مصدر إزعاج خطير بسبب مطالبه التي لا نهاية لها للحصول على المزيد من المال، والمزيد من الأراضي المجانية مقابل عقاراته.  طلب رايدر في عام 1942 بأنه، بالإضافة إلى إعفائه مدى الحياة من دفع ضرائب الدخل، قام هتلر أيضًا بإلغاء الضرائب على الفوائد التي حصل عليها من مبلغ الـ 4000 الرايخ ماركس شهريًا من كونتو 5.  في عام 1944، ولفرام فون ريشتهوفن كتب إلى القيادة العليا للفيرماخت بأنه منذ أن كان مكانا في إيطاليا. تم اعتبار هذا الطلب غير معقول حتى من قبل فيلهيلم كيتل الذي لم يرفض عادة تقديم مكافآت مالية لخدمة الفوهرر. 

## المشاركون المعروفون
| - فالتر فون براوخيتش - هاينز جوديريان - فرانز هالدر - ألبرت كسلرنغ - بول لودفيغ إيفالد فون كلايست - غونثر فون كلوج - غيورغ فون كوخلر - فيلهلم ريتر فون ليب | - فيلهلم لست - إريش فون مانشتاين - إرهارد ميلخ - إريش رايدر - فولفرام فريهر فون ريختهوفن - غيرد فون رونتشتيت - ماكسيميليان فون فايخس |

### اقتباسات
1. ↑  Hinda، Volodymyr (13 نوفمبر 2013). "Nazi corruption in Ukraine during the occupation in WWII". homin.ca. Ukrainian Echo. مؤرشف من الأصل في 2018-11-03. اطلع عليه بتاريخ 2016-06-02.
2. ↑  "The Trial of German Major War Criminals". www.nizkor.org. The Nizkor Project. 21 يناير 1946. مؤرشف من الأصل في 2018-09-18. اطلع عليه بتاريخ 2016-06-12. ...putting an end to the incredible corruption provoked by the black market in the Wehrmacht ...
3. ↑  Dienen und Verdienen. Hitlers Geschenke an seine Eliten [Book review: Serving and earning. Hitlers presents to his elite] (بالألمانية). S. Fischer. 1999. ISBN:9783100860026-9783596149667. Archived from the original on 2016-03-27. Retrieved 2016-05-11. {{استشهاد بكتاب}}: |عمل= تُجوهل (help) and تأكد من صحة |isbn= القيمة: طول (help)
4. ↑  Gambetta.
5. 1 2 3 4 5 6 7 8 9 10 11 12 13 14  Goda.
6. 1 2  Wette.
7. ↑  Ueberschär & Vogel.
8. ↑  Seward، Desmond (1989). Napoleon and Hitler: A Comparative Biography. Viking. ص. 106–174. ISBN:9780670814800. مؤرشف من الأصل في 2020-03-05.
9. ↑  Murray & Millet.
10. ↑  Shepherd، Ben H. (28 يونيو 2016). Hitler's Soldiers: The German Army in the Third Reich. Yale University Press. ISBN:978-0-19-507903-6. مؤرشف من الأصل في 2020-03-05.
11. ↑  Hoffmann، Peter (1996). History of the German Resistance, 1933-1945. McGill-Queen's Press - MQUP. ISBN:9780773515314. مؤرشف من الأصل في 2019-12-25.